# 하워드 휴스

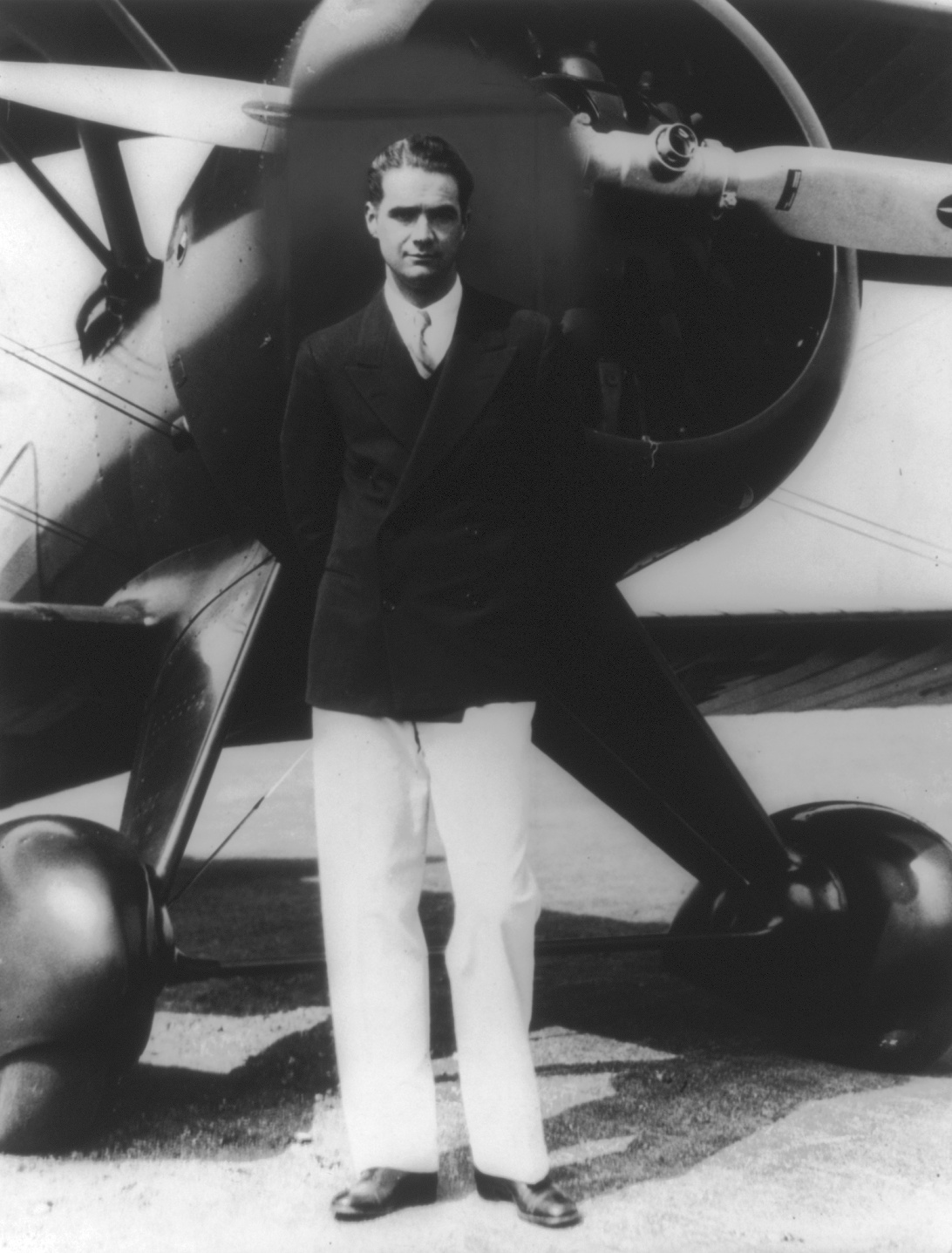

하워드 로버드 휴스 주니어(Howard Robard Hughes, Jr., 1905년 12월 24일 ~ 1976년 4월 5일)는 미국의 투자가, 비행사, 공학자, 영화 제작자, 감독, 자선가이다. 공학적 재능과 사업적 수완으로 억만장자가 되었으며 아이언맨의 토니 스타크의 모티브가 되기도 했다. 그는 라이스 대학교를 중퇴하였다.

## 기행
하워드 휴스는 살아있을 당시에 기인으로 소문이 났을 만큼, 특이한 행적으로 인한 여러 일화가 있다. 말년의 그는 라스베가스를 부흥시키겠다는 포부를 보인 후 대형 호텔을 구입하는 등 고급화를 추구하자 당시 카지노를 꽉 쥐고 있던 마피아들이 불만을 품었지만 미국 최고의 부자이자 정계에 연줄이 많았던 그에게 설설 기었다고 한다. 그러던 도중 그가 좋아하던 배스킨 라빈스의 메뉴를 찾았는데 그의 눈치를 보던 마피아들은 그에게 아이스크림을 공수하려고 본사에 주문했는데 최소 주문 단위가 200갤런(약 760L)이었고 이틀 정도 후에 그가 질려 버리자 재고 처리를 위해 1년 동안 호텔에서 무료 아이스크림을 제공했다고 한다.

## 조연
- 미친 개들

## 연출
- 무법자
- 지옥의 천사들
- 마카오

## 제작
- 무법자
- 스카페이스
- 특종 기사
- 지옥의 천사들
- 미인국 2인 행각

## 참고 문헌
- Hack, Richard. Hughes: The Private Diaries, Memos and Letters: The Definitive Biography of the First American Billionaire. Beverly Hills, California: New Millennium Press, 2002. ISBN 1-893224-64-3.